# Metroid Prime 3: Corruption
A Metroid Prime 3: Corruption egy belsőnézetes akció-kalandjáték, amit a Retro Studios fejlesztett, és adta ki a Nintendo a Wii konzoljára. Ez a hetedik fő része a Metroid sorozatnak és a harmadik főjáték a Metroid Prime melléksorozatban. A játékot 2007-ben adták ki Észak-Amerikában és Európában, majd a következő évben Japánban.
A Corruption a Metroid Prime 2: Echoes cselekménye után hat hónappal játszódik. Főszereplője Samus Aran, aki szembeszáll az Űrkalózokkal, akik támadást indítottak a Galaktikus Federáció norioni támaszpontja ellen. Miközben kivédik az Űrkalózok támadását, Samust és az ő fejvadász társait megfertőzte a hasonmás Sötét Samus a Phazon anyaggal. Miután elvesztette a kapcsolatot a többi vadásszal, a Federáció Samust azzal bízza meg, hogy nézzen utána, hogy mi történt velük. A játék során Samus megakadályozza, hogy a Phazon bolygóról bolygóra terjedjen, miközben lassan ő maga is korrumpálódik a Phazontól.
A játékos Samust a Wii Remote-tal és a Nunchukkal irányítja; a Remote-ot ugrálásra, célzásra és lövöldözésre kell használni, míg a Nunchukkal lehet mozgatni Samust és célbefogni az ellenségeket. A Corruptionben bemutatkozik egy új funkció, a Hipermód, ami által Samus támadásai megerősödhetnek, és egy új képesség, hogy irányítsa a hajóját. Az új  irányítási rendszert egy évig fejlesztették, és emiatt a játék kiadását többször is elhalasztották. A játékot először a 2005-ös E3-on mutatták meg a nyilvánosságnak.
Mint minden más részét a Prime sorozatnak, a Corruptiont is kritikailag elismerték, a kritikák dicsérték a játékmenetet, a grafikát és a zenét, ugyanakkor néhányukat megosztotta az irányítás. Több mint egy millió példány kelt el 2007-ben. 2009 augusztusában újra kiadták a Metroid Prime: Trilogy összeállítás részeként, ami tartalmazza mind a három Prime részt Wii Remote-os irányítással. Eredetileg ez lett volna a Prime sorozat utolsó fejezete; de 2017 júniusában bejelentették a következő részt, és jelenleg fejlesztés alatt áll.

## Játékmenet
A Metroid Prime 3: Corruption egy belsőnézetes akció-kalandjáték. A játékos irányítja a főszereplő Samus Arant, a Wii Remote-tal és a Nunchukkal. A Nunchuk lehetővé teszi a játékosnak, hogy mozgathassa Samust és célbafoghassa az ellenségeket és más célpontokat. A Wii Remote-tal a játékos karaktere ugorhat, célozhat és lövöldözhet a fegyverrel.
A Corruption egy nagy nyílt végű játék, ami több bolygón játszódik, ahol minden régiót liftek, sínrendszerek és hidak kötik össze. Minden régió szobáit ajtók választják el, amiket a megfelelő fegyver lövésével ki lehet nyitni. A játékban rejtvényeket kell megfejteni, hogy titkokat fedjen fel, ugrálni a platformokon, és lövöldözni az ellenségre a célbafogás mechanikájával, amivel Samus körbemozoghatja az ellenséget, miközben rá céloz. Szintén a célbefogás mechanikájával Samus használhatja a Grapple Beamet (Ragadó Sugár), hogy magára csatolja vagy magával húzza a tárgyakat, mint például az ellenség pajzsát vagy bizonyos ajtókat. A játék belső nézetet használ, kivéve a „Morph Ball” módban, amikor Samus ruházata átalakul páncélozott labdává és átmegy a játék külsőnézetbe. A külsőnézeti kamera szintén használt a „Screw Attack” használatakor: ebben az esetben Samus ruházata fura energiahullámokat bocsát ki, amint folyamatos ugrást hajt végre.
A játék HUD-ja szimulálja Samus sisakjának belsejét, ami tartalmaz radart, térképet, muníciómérőt és életerőmérőt. A játékos meg tudja változtatni a „visor”okat, hogy új képességeket használhasson, mint a röntgenlátást; a tárgyak, lények és ellenségek szkennelése, valamint kapcsolódni az erőmezőkre és liftekre. A Corruptionben van egy tipprendszer, ami időnként utasításokat és navigációs segítséget ad. A játékba belekerült a Hipermód, egy képesség, amivel az életerőt lecsapolja ideiglenes legyőzhetetlenség és erősebb támadásokért cserébe. Egy bizonyos idő után a játékos átáll „Korrupt Hipermódba” és ha nem áll le, akkor egy nemstandard game over történik, mert Samust legyőzte a Phazon. Egy újabb képesség a „Command Visor”, amivel Samus hívhatja az űrhajóját egy megfelelő leszállóhelyre, hogy elmenthesse a játékot, vagy eljutni egy másik helyre gyorsan. A játék végigjátszása során új képességeket lehet kibővíteni, mint a légitámadások lehessen végrehajtása, vagy a súlyos tárgyak szállítása.

## Szinopízis

### Helyszín
A Metroid Prime 3: Corruption eseményei hat hónappal a Metroid Prime 2: Echoes után játszódnak. A játék főszereplője Samus Aran, egy fejvadász akit a Galaktikus Federáció hívta segítségül az Űrkalózokkal való konfliktusok során. Az eredeti Metroidban a Zebes bolygón történt kezdeti vereségük után, az Űrkalózok erőt próbáltak szerezni az újonnan felfedezett mutagén, a Phazon felhasználásával. Ugyanakkor Samusnak a Prime trilógia során sikerült megzavarni tevékenységeiket, miközben a Galaktikus Federáció elkobozta és újrahasznosította az ők Phazon fegyvereiket.
Az Űrkalóz hadművelet rendetlenségben maradt az előző részben történt vereségük után. Véletlenül összefutottak Samus baljós hasonmásával Sötét Samusszal, miközben Phazont próbáltak aratni. Sötét Samus elpusztítja erőik egyharmadát, miközben a többi Űrkalózt a szolgáivá tette. Egyesített erőik a Phazonal próbálják megfertőzni az univerzumot, kezdve három Federációs bolygó megtámadásával: Norion, Bryyo és Elysia. A játék elsősorban ezekre a bolygókra összpontosít, és három további helyszín válik elérhetővé, ha teljesítünk bizonyos játékon belüli feladatot.

### Történet
Flottaadmirális Castor Dane, a Galaktikus Federáció zászlóshajójának az Olympusnak parancsnoka egy találkozóra hívja meg Samus Arant és három másik fejvadászt – Rundas, Ghor, és Gandrayda. A fejvadászok azt a parancsot kapják, hogy töröljenek egy számítógépes vírust több organikus szuperszámítógépről, amiket „Aurora Unit”oknak (Aurora Egységek) hívnak. A találkozó az Űrkalózok hirtelen támadásával ér véget. Miközben elnyomják a támadást Samus megtudja, hogy egy Phazon meteorit, amit Leviatán Magnak hívnak, a Norionba fog ütközni. Samus és a többi fejvadász megpróbálja aktiválni a bázis védelmi rendszerét, de váratlanul megtámadta őket Sötét Samus. Miután a többi fejvadász ki lett ütve, a súlyosan sérült Samus időben aktiválja a rendszert, hogy elpusztítsa a Leviatán Magot, majd kómába esik.
Egy hónappal később Samus az Olympus fedélzetén ébred fel, ahol megtudja, hogy Sötét Samus Phazon-alapú támadása megfertőzte őt. A Federáció felszereli az öltözékét egy Phazon Enhancement Device-szal (PED), amivel felhasználhatja a magában levő Phazon energiát. Tájékoztatják, hogy a többi fejvadászt, akik szintén megfertőződtek Phazonnal és PED-del lettek felszerelve eltűntek, miközben olyan bolygókon nyomoztak, amikbe Leviatán Magok lettek ágyazva. Samust először a Bryyo bolygóra küldték, majd az Elysiára, hogy határozza meg, hogy mi történt a társaival. Nemsokára felfedezi, hogy mindkettő bolygót és az ott élőket lassan megfertőződnek a Leviatán Magoktól és, hogy visszafordítsa, elpusztítja a Magokat. Samus szembe száll az Űrkalózok nagy ellenállásával, a Phazonnal fertőzött szörnyűségekkel és Sötét Samus által megfertőzött fejvadász társaival.
Küldetése során végül eljut az Űrkalózok anyavilágába, miközben Samus lassan egyre jobban Phazon-fertőzötté válik. Sikerül megállítania az Űrkalóz támadást az őt segítő Federációs csapatokkal. Miután ellopnak egy Leviatán csatahajót, Samus és a Federációs flotta arra használják, hogy létrehozzanak egy féreglyukat, ami a Phaaze bolygóra vezeti őket, ahonnan származik a Phazon. Samus eljut a bolygó magjába, ahol végül legyőzi Sötét Samust és a megfertőzött „Aurora Unit 313”-at. Ezután Sötét Samus végleg megsemmisül, a Phaaze felrobban, így az összes Phazon a galaxisban semlegesítve lett. A Federációs flotta megszökik a Phaaze pusztulása elől, de eközben elvesztették Samusszal a kapcsolatot. Végül Samus megjelenik a hajójával, hogy jelentse a küldetést teljesítését, majd elrepül az űrbe.
Ezután Samus visszatér az Elysiára, ahol az ő elveszített fejvadász társait gyászolja. Ha a játékos végigviszi a játékot az összes tárgy megszerzésével láthatjuk, hogy Samus a hipertérbe repül és követi őt Sylux űrhajója.

## Fejlesztés
A Retro Studios a Metroid Prime 3: Corruptionnek nagyobb környezetet akart adni, mint a Metroid Prime 2: Echoesnak és, hogy a játék képes legyen futni 60 képkocka/másodpercen. A fejlesztők használni kívánták a WiiConnect24 funkciót, hogy olyan további tartalmakat rakjanak a játékba, amik az internet által lennének elérhetőek. A Retro bejelentette, hogy a Corruption lesz a Prime sorozat befejező fejezete, és a története „a lezárásról szólna, elmesélve egy epikus küzdelem hátterében”. Miután a Wii Remote fel lett fedve, a Nintendo demonstrálta, hogy fogja a Metroid Prime 3 a kontroller különleges előnyeit kihasználni, az Echoes Wiire módosított változatával, amit a 2005-ös Tokyo Game Show-n mutattak meg. A Nintendo Média Csúcstalálkozóján, ami 2007. május 21. hetén történt, a Nintendo of America elnöke Reggie Fils-Aimé azt mondta, hogy a Metroid játékot „ezen a módon nem játszottak korábban”, amikor a Corruptionre hivatkozott. Azt is megjegyezte, hogy azok a Nintendo alkalmazottak akik korábban látták magát a játékot azt állították, hogy „újra fel fogja találni a first-person shooter irányítás rendszerét”.
A rendező Mark Pacini azt állította, hogy a Retro a készítés során a legjobban az irányításért aggódott, ami „túl sok funkció a gombok mennyiségének”. Pacini szintén mondta, hogy a Wii Zappert a pisztolyhéj perifériát sosem vették figyelembe, mert mikor be lett jelentetve akkorra a játék már majdnem kész volt. A Retro elnöke Michael Kelbaugh azt mondta, hogy a játék halasztásai több időt adott a kontroller beállítására, ami egy évig tartott. Szintén megjegyezte, hogy miközben a Retro „nagyszerű munkát végzett a Metroid Prime 2 többjátékos módjával”, a játék egyjátékos részére összpontosítottak, amit „a franchise erőmagjának” tartottak. A művészeti vezető Todd Keller kijelentette, hogy a grafikák egyszerre összpontosítanak a textúrák részletére és változatosságára, minden textúra kézzel készült és próbál „mindennek helyet csinálni a saját egyéni színterének”. A fejlesztés alatt a Nintendo EAD csapata belebonyolított a Corruptionbe azt javasolva a Retrónak, hogy a Hipermódot tegyék a játék központjává, mondván ez fokozná a feszültséget, hogy a játékosok hatalmassá lennének, de ha szertelenül használják, akkor game overt kapnak. A Retro eleinte elutasította az ötletet, mondván nehéz megvalósítani a funkciót a szórakoztatás értékének csökkenése nélkül, de egy megbeszélés után úgy döntöttek, hogy a Hipermódot a játék rendszeres funkciójává teszik meg.
A Metroid Prime 3: Corruption zenéjétjét Jamamot Kendzsi, Hamano Minako és Tadzsima Maszaru komponálta. A játék igénybe vette RAM mennyiségének növekedését, amikor a sorozat átállt GameCube-ról Wiire; ami megengedte a jobb minőségű hangminták használatát, és így átfogóan jobb lett az audió minősége. Jamamoto Tanaka Hirokazu zenei tervezetét használta az eredeti Metroidból a Corruptionben, tartván a zenét és a témákat sötéten és ijesztően a legvégéig, amikor a zene felemelkedik a stáblista alatt. A Corruption az első Metroid játék, ahol nagy mennyiségű hangszínészkedés volt, a sorozat korábbi részeihez képest, ahol Samus „egyedül [cselekedett… és] mindig magányos farkasként jött keresztbe”. A producerek úgy döntöttek, hogy a hangok alkossanak erősebb kapcsolatot a játékosok és karakterek között. A karakterek hangjai Timothy Patrick Miller, Lainie Fraiser, Christopher Sabat, Edwin Nael, Claire Hamilton, Brian Jepson, Gray Haddock, Clayton Kjas és Ken Webster voltak.

## Kiadás
A játékot először a 2005-ös Electronic Entertainment Expón (E3) mutatták be a nyilvánosságnak egy rövid előrendelt előzetesen. Később bejelentették a Nintendo sajtókonferenciáján a 2006-os E3-on. A Nintendo felfedte 2006 májusában, hogy a Corruption egyike lesz a Wii nyitócímeinek, de pár hónappal később elhalasztották 2007-re. 2007 áprilisában Fils Aimé állította egy interjúban, hogy a Corruptiont „nem szállítják ki júniusig” és így legkorábban 2007 nyarán adják ki. Később azt vélekedte, hogy „akkor adjuk ki, amikor tökéletes lesz. És ha egy kicsit később lesz, mint mikor a nép akarja, remélem, hogy boldogak lesznek.” 2007 áprilisának végén Matt Casamassina IGN-szerkesztő felfedte, hogy ugyanennek az évnek májusában lesznek részletek felfedve Corruptionről és, hogy a játék 2007. augusztus 20-án fogják kiadni az Egyesült Államokban. A Nintendo of America később bejelentette, hogy 2007. augusztus 27-ére halasztották a játékot, de végül a Nintendo bejelentette, hogy 2007. augusztus 28-án kerül a boltokba. A játék kiadása Európában 2007. október 26-án történt meg, majd Japánban pedig 2008. március 6-án jelent meg. A japán változatban a játék nehézségi szintjét egy „kérdőív a Galaktikus Federációtól” dönti el, az észak-amerikai változattal szembe, ahol a nehézséget közvetlenül a játékos dönti el. A Tanabe Kenszuke producer azt mondta, hogy a kérdőív ötlete a Retro Studiostól jött.
Casamassina először kritizálta a Nintendót, hogy a játék minimális marketingkampányt kapott, és összehasonlította az eredeti Metroid Prime nagyobb kampányához, aminek volt egy élőszereplős reklámja. Majd arra a következtetésre jutott, hogy ez azért van, mert a Nintendo újabban a konzoljuk casual játékaikra öszpontosít. Amikor kérdezősködött a cég cselekedeteiről, a Nintendo of America ezzel válaszolt: „A Nintendo rajongók meg fognak lepődni a Metroid Prime 3: Corruption információinak mennyiségétől és minőségétől a játék augusztus 27-ei indulása előtt. Türelmüket meg fogjuk jutalmazni (vagy Korrumpálni).” Az ígéretet követően a Wiin kiadott egy „Metroid Prime 3 Preview” csatornát Észak-Amerikában 2007. augusztus 10-én, majd Európában 2007. október 1-én. A csatorna ingyenes letöltéssel vált elérhetővé a Wii Shop Channelen, a Wii tulajdonosainak, hogy megnézhessék a játék előnézet videóit, többek között egy csatajelenetet és a korábban be nem jelentett részleteket az új karakterekről. Az Preview csatorna Észak-Amerikában volt az első az új letölthető tartalmak sorában, amik tartalmazott videókat. A „Metroid hónapjában” a Virtual Console-on megjelent az eredeti Metroid 2007. augusztus 13-án és a Super Metroid 2007. augusztus 20-án.

### Újrakiadás
A Metroid Prime 3-at újra kiadták 2009. augusztus 24-én Észak-Amerikában az eredeti Metroid Prime-mal és a Metroid Prime 2: Echoeszal egy egylemezes összeállításban, a Metroid Prime: Trilogyban. A Prime-ba és az Echoesba belekerült a mozgásérzékelős irányítás és a Eredmény Rendszerek, amik a Corruptionben mutatkoztak be. Az összeállítást később újra kiadták a Wii U Nintendo eShopjában 2015. január 29-én.

## Fogadtatás
| Összegzőoldal | Értékelés           |
| ------------- | ------------------- |
| Metacritic    | 90/100 (62 kritika) |

| Szerző         | Értékelés |
| -------------- | --------- |
| 1Up.com        | A         |
| EGM            | 26/30     |
| Famicú         | 31/40     |
| GameSpot       | 8.5/10    |
| GameTrailers   | 9.6/10    |
| IGN            | 9.5/10    |
| Nintendo Power | 10/10     |
| X-Play         | [ 46 ]    |

A Metroid Prime 3: Corruption kritikai elismerésben részesült. A Nintendo Power kommentálta, „A Prime sorozat fináléjának lenyűgöző látványa és magával ragadó játékmenete bizonyítja, hogy a Wii készen áll a mainstream gamerre.” Az IGN díjazta a játékot az „Editor’s Choice Awarddal”, és megjegyezte, hogy a játék gyönyörűen megtervezett és a legjobban kinéző játék Wiin. Ők szintén dicsérték a „jól csinált” hangszínészkedést szembe a legtöbb más Nintendo játékkal, amikből hiányzott bármilyen hangszínészkedés. Annak ellenére, hogy a kritika elhatározta, hogy ez a Prime trilógia legjobb része, azt is állította, hogy a Metroid Prime 3 túlságosan hasonlít elődjeihez. Az IGN szintén mondta, hogy méltó volna az eredeti Metroid Prime pontszámára (9,8), ha nem volna az előbb említett negatívum. Az X-Play azt állította, hogy ez a játék élvezetes, de volt néhány fura irányítási mechanika, és egy kicsit nehéz volt irányítani a Wiin. Szintén mondták, hogy bár szórakoztató volt, voltak problémák, amik a fura célbafogó mechanikához és a folytonos mozgás általi csuklófájdalomhoz vezettek.
Shane Satterfield a GameTrailerstől dicsérte még a játék a felhasználó-barátiabb és akcióval töltött természetét összehasonlítva a Metroid Prime-hoz és Echoeshoz. Satterfield szintén dicsérte a kiváló mozgásérzékelő irányítást, állítván „A Metroid Prime 3 játszása után sosem akarsz játszani lövöldözőst dual analogos irányítással újra, ez ennyire jó.” Továbbá hozzátette, hogy azok az elemek a Corruptiont „sokkal jobbá teszik az eredeti Metroid Prime-nál”. Az 1Up.com lelkes volt az új irányítási rendszer iránt, és mondta, hogy a grafikák „néhánya a gaming legjobb látványainak, jelenleg”. Az Electronic Gaming Monthly a Corruptionnek Ezüst díjat adott és a hónap egyik legjobb játékának nevezte. A GameSpot megállapította, hogy a játékban voltak élvezetes rejtvények, boss harcok, atmoszférikus pályák és kitűnő a játékmenet. Szintén mondta, hogy a játék inkább egy hagyományos lövöldözős játék volt, mint egy lövöldözős kaland, és állította, hogy a mozgás által aktivált akciókra nem túl tartózkodó.
A GamesRadar a Metroid Prime 3: Corruptiont minden idők 10. legjobb Wii játékának nevezte egy 25-ös listán, állítván „A Metroid Prime 3 a sorozat végső teljesítménye. A formula, amit többször is megismételt a Corruption által, csípett és metszett a legtökéletesebb pontért, egyike a rendszer legjobb lövöldözőseinek.” Az IGN „Best of 2007 Awards”on a Corruption szerezte meg a „Best Wii Adventure Game”, a „Best Artistic Design” és a „Best Overall Adventure Game” díjakat. A GameSpy az év második legjobb Wii játékának rangsorolta a Super Mario Galaxy mögött, és megbecsülte, mint a „Best Innovation on the Wii”. Az ausztrál weboldal a MyWii a Prime 3-at a második legjobb akkor elérhető Wii játéknak nevezte a Super Mario Galaxy mögött. Annak ellenére, hogy augusztus 27-én adták ki, a Corruption a hónap ötödik legjobban kelő játéka lett 218100 eladott példánnyal. A japán eladási listákon az ötödik helyen debütált 34 ezer példányos eladással a kiadás hetén. 2007-ben több mint egy millió példányt adtak el, és 2008 márciusáig 1,31 millió példány kelt el a játékból világszerte.

## Folytatások
A Metroid Prime: Federation Force egy Nintendo 3DS játék, amit a Next Level Games fejlesztett, jelentettek be 2015-ös E3-on; a Metroid Prime sorozat producere Tanabe Kenszuke mondta, hogy „ezúttal egy Galaktikus Federáció körül zajló történeten dolgozunk.”" Ami Corruption befejezését illeti, Tanabe akart csinálni egy történetet, ami Samus és Sylux körül zajlik, megjegyezvén „[itt] valami történik köztük. Csinálni akartam egy játékot, ami hozzáér.” Tanabe hozzátette, hogy a Nintendóak nem tervezi kiadni a következő Metroid Prime-ot Wii U-ra, állítván „most valószínűleg a Nintendo NX konzolra lesz.”
2017. június 13-án a Nintendo bejelentette a 2017-es E3 Nintendo Spotlight prezentációjában, hogy a Metroid Prime 4 fejlesztés alatt áll az előbb említett „NX” rendszerre, ami most úgy ismert, hogy Nintendo Switch. A játékot nem a Retro Studios fejlesztette volna, de az élen továbbra is a sorozat producere Tanabe Kenszuke áll. Egyes hírek szerint a Bandai Namco Studios fejlesztette volna Szingapúrban, és közéjük tartozott volna néhány munkatárs, akik az elkaszált Star Wars 1313-on dolgozott. 2019 januárjában a Nintendo bejelentette, hogy újrakezdik a fejlesztést Retro Studiossal.

## Fordítás
- Ez a szócikk részben vagy egészben  a   Metroid_Prime_3:_Corruption című angol Wikipédia-szócikk fordításán alapul.  Az eredeti cikk szerkesztőit annak laptörténete sorolja fel. Ez a jelzés csupán a megfogalmazás eredetét és a szerzői jogokat jelzi, nem szolgál a cikkben szereplő információk forrásmegjelöléseként.